# Pello (Övertorneå)
Pello ist ein Ort (småort) in der schwedischen Provinz Norrbottens län und gehört zur Gemeinde Övertorneå.
Pello liegt am westlichen Ufer des Torne älv gegenüber der gleichnamigen finnischen Gemeinde Pello. Durch den Ort führt der Riksväg 99 und Schwedens kürzester Länsväg, der Länsväg 402 sowie der Länsväg BD 981. Bahnanschluss gibt es lediglich auf finnischer Seite.
Der nächste größere, schwedische Ort, Övertorneå mit knapp 2000 Einwohnern, befindet sich fünfzig Kilometer südlich. Bis Haparanda sind es über einhundert Kilometer. Pello hat unter Abwanderung zu leiden; so erfüllte der Ort noch bis zum Jahr 2000 die Anforderungen an einen Tätort (mindestens 200 Einwohner).